# The Bonnie Raitt Collection
The Bonnie Raitt Collection è una raccolta su CD di Bonnie Raitt, pubblicato dall'etichetta discografica Warner Bros. Records nel luglio del 1990.

## Tracce
1. Finest Lovin' Man – 3:57 (Bonnie Raitt) – Tratto dall'album: Bonnie Raitt (1971)
2. Give It Up or Let Me Go – 4:28 (Bonnie Raitt) – Tratto dall'album: Give It Up (1972)
3. Women Be Wise – 3:22 (Sippie Wallace con testi aggiunti di John Beach) – Brano inedito, in duetto con Sippie Wallace, registrato dal vivo il 26 maggio 1976 al Great American Music Hall di San Francisco, CA
4. Under the Falling Sky – 3:38 (Jackson Browne) – Tratto dall'album: Give It Up (1972)
5. Love Me Like a Man – 3:10 (Chris Smither con testi adattati da Bonnie Raitt) – Tratto dall'album: Give It Up (1972)
6. Love Has No Pride – 3:43 (Eric Kaz, Libby Titus) – Tratto dall'album: Give It Up (1972)
7. I Feel the Same – 4:39 (Chris Smither) – Tratto dall'album: Takin' My Time (1973)
8. Guilty – 2:58 (Randy Newman) – Tratto dall'album: Takin' My Time (1973)
9. Angel from Montgomery – 3:59 (John Prine) – Brano inedito - registrato dal vivo (in duetto con John Prine) il 23 gennaio 1985 al Arie Crown Theatre di Chicago, Illinois
10. What Is Success – 3:16 (Allen Toussaint) – Tratto dall'album: Streetlights (1974)
11. My First Night Alone Without You – 3:01 (Kin Vassey) – Tratto dall'album: Home Plate (1975)
12. Sugar Mama – 3:44 (Glen Clark) – Tratto dall'album: Home Plate (1975)
13. Louise – 2:43 (Paul Siebel) – Tratto dall'album: Sweet Forgiveness (1977)
14. About to Make Me Leave Home – 4:11 (Earl Randall) – Tratto dall'album: Sweet Forgiveness (1977)
15. Runaway – 3:53 (Del Shannon, Max Crook) – Tratto dall'album: Sweet Forgiveness (1977)
16. The Glow – 4:08 (Veyler Hildebrand) – Tratto dall'album: The Glow (1979)
17. (Goin') Wild for You Baby – 5:26 (Tom Snow, David Batteau) – Tratto dall'album: The Glow (1979)
18. Willya Wontcha – 3:21 (Johnny Lee Schell) – Tratto dall'album: Green Light (1982)
19. True Love Is Hard to Find – 3:37 (Toots Hibbert) – Tratto dall'album: Nine Lives (1986)
20. No Way to Treat a Lady – 3:52 (Bryan Adams, Jim Vallance) – Tratto dall'album: Nine Lives (1986)

Durata totale: 75:06

## Musicisti
Finest Lovin' Man
- Bonnie Raitt - voce, chitarra acustica, chitarra slide
- Junior Wells - armonica
- Russell Hagen - chitarra elettrica
- Willie Murphy - pianoforte
- Freebo - basso fretless
- Steven Bradley - batteria
- A. C. Reed - sassofono tenore (solo)
- Voyle Harris - tromba
- Eugene Hoffman - sassofono tenore
- Maurice Jacox - sassofono baritono
- Willie Murphy - produzione

Give It Up or Let Me Go
- Bonnie Raitt - voce, chitarra bottleneck (bottleneck national guitar)
- Jack Viertel - chitarra ritmica steel (national steel rhythm guitar)
- Dave Holland - basso acustico
- Lou Terriciano - pianoforte
- Chris Parker - batteria
- John Payne - sassofono soprano
- Peter Eckland - cornetta
- Amos Garrett - trombone
- Freebo - tuba
- Michael Cuscuna - produzione

Women Be Wise
- Bonnie Raitt - voce
- Sippie Wallace - voce
- Will McFarlane - chitarra
- Freebo - basso
- Jef Labes - pianoforte
- Dennis Whitted - batteria

Under the Falling Sky
- Bonnie Raitt - voce, chitarra acustica, cori
- T. J. Tindall - chitarra elettrica
- Mark Jordan - pianoforte elettrico
- Freebo - basso fender fretless
- Wells Kelly - batteria, cowbell
- Paul Butterfield - armonica
- Tim Moore - cori
- Michael Cuscuna - produzione

Love Me Like a Man
- Bonnie Raitt - voce, chitarra acustica
- Freebo - basso fretless
- Dennis Whitted - batteria
- Michael Cuscuna - produzione

Love Has No Pride
- Bonnie Raitt - voce, chitarra acustica, pianoforte
- Freebo - basso fretless
- Michael Cuscuna - produzione

I Feel the Same
- Bonnie Raitt - voce, chitarra acustica
- Lowell George - chitarra elettrica slide
- Bill Payne - pianoforte elettrico, pianoforte acustico
- Freebo - basso fender fretless
- Earl Palmer - batteria
- Milt Holland - tablas
- John Hall - produzione

Guilty
- Bonnie Raitt - voce
- Freebo - basso fender fretless
- Lowell George - chitarra elettrica slide
- Paul Barrere - chitarra elettrica ritmica
- Bill Payne - pianoforte
- Kirby Johnson - conduttore e arrangiamenti strumenti a fiato
- Anthony Terran - strumenti a fiato
- Glenn Ferris - strumenti a fiato
- Joel Peskin - strumenti a fiato
- Martin Krystall - strumenti a fiato
- John Hall - produzione

Angel from Montgomery
- Bonnie Raitt - chitarra acustica, voce
- John Prine - chitarra acustica, voce, produzione
- David Bromberg - chitarra elettrica
- Johnny Lee Schell - basso elettrico, armonie vocali
- Dan Einstein - produzione
- Jim Rooney - produzione

What Is Success
- Bonnie Raitt - voce
- LeRoy Pendarvis - tastiere
- Stephen Gadd - batteria
- Jerry Friedman - chitarre
- David Spinozza - chitarre
- Arthur Jenkins - percussioni
- Ralph McDonald - percussioni
- Carl Hall - cori
- Sharon Redd - cori
- Tasha Thomas - cori
- Jerry Ragovoy - arrangiamenti, produzione
- David Matthews - arrangiamenti strumenti ad arco e strumenti a fiato

My First Night Alone Without You
- Bonnie Raitt - voce
- Freebo - basso fender fretless
- Dennis Whitted - batteria
- Will McFarlane - chitarra elettrica
- John Hall - chitarra elettrica
- Fred Tackett - chitarra acustica
- Jai Winding - pianoforte
- Nick De Caro - arrangiamenti strumenti ad arco e strumenti a fiato
- Harry Bluestone - concertmaster
- Paul A. Rothchild - produzione

Sugar Mama
- Bonnie Raitt - voce, chitarra elettrica slide
- Freebo - basso fender fretless
- Gary Mallaber - batteria
- Will McFarlane - chitarra elettrica
- John Hall - chitarra elettrica solista
- Fred Tacket - fender rhodes
- Jai Winding - clavinet
- Joe Porcaro - percussioni
- Jeff Porcaro - percussioni
- Jim Gordon - sassofono baritono
- Dick Hyde - trombone, trombone basso
- George Bohannon - trombone, corno baritono
- Venetta Fields - cori
- Robbie Montgomery - cori
- Maxayn Lewis - cori
- Fred Tackett - arrangiamenti strumenti a fiato
- Jerry Jumonville - arrangiamenti strumenti a fiato
- Paul A. Rothchild - produzione

Louise
- Bonnie Raitt - voce, chitarra acustica
- Freebo - basso fretless, chitarra
- Fred Tackett - chitarra acustica
- David Grisman - mandoloncello
- Paul A. Rothchild - produzione

About to Make Me Leave Home
- Bonnie Raitt - voce, chitarra slide
- Will McFarlane - chitarra elettrica
- Jef Labes - tastiere
- Dennis Whitted - batteria
- Freebo - basso fretless
- Fred Tackett - chitarra acustica
- Lester Chambers - voci aggiunte
- Maxayn Lewis - voci aggiunte
- Carlena Williams - voci aggiunte
- Paul A. Rothchild - produzione

Runaway
- Bonnie Raitt - voce
- Will McFarlane - chitarra elettrica
- Jef Labes - tastiere
- Dennis Whitted - batteria
- Freebo - basso fretless
- Fred Tackett - chitarra acustica
- Norton Buffalo - armonica
- Michael McDonald - voce aggiunta
- Rosemary Butler - voce aggiunta
- Paul A. Rothchild - produzione

The Glow
- Bonnie Raitt - voce
- Bob Magnusson - basso
- John Guerin - batteria
- Don Grolnick - pianoforte
- Peter Ashler - produzione

(Goin') Wild for You Baby
- Bonnie Raitt - voce
- Waddy Wachtel - chitarra elettrica
- Bob Claub - basso
- Rick Marotta - batteria
- Bill Payne - pianoforte elettrico, sintetizzatore Oberheim
- Peter Asher - produzione

Willya Wontcha
- Bonnie Raitt - voce, chitarra, chitarra slide
- Johnny Lee Schell - chitarre, voce
- Ricky Fataar - batteria, percussioni
- Ian Mac McLacan - tastiere
- Ray Ohara - basso
- Rob Fraboni - produzione

True Love Is Hard to Find
- Bonnie Raitt - voce, chitarra acustica, cori
- Ian Wallace - batteria
- Johnny Lee Schell - chitarra
- Ian Mac McLagan - tastiere, cori
- Ray Ohara - basso
- Blondie Chaplin - cori
- Sippie Wallace - cori

No Way to Treat a Lady
- Bonnie Raitt - voce
- John Robinson - batteria
- Nathan East - basso
- Dean Parks - chitarra
- Michael Landau - chitarra (solo)
- Bill Payne - pianoforte acustico, tastiere
- Rosemary Butler - cori
- Max Carl - cori
- Bill Payne - produzione
- George Massenburg - produzione[3]